# Deinopis longipalpula
Deinopis longipalpula är en spindelart som beskrevs av Embrik Strand 1913. Deinopis longipalpula ingår i släktet Deinopis och familjen Deinopidae. Inga underarter finns listade i Catalogue of Life.